# 이준서 (쇼트트랙 선수)
이준서(2000년 6월 3일~)는 대한민국의 쇼트트랙 선수이다. 2022년 동계 올림픽에서 남자 계주 은메달을 획득하였다. 또한 2018년 세계 주니어 선수권 대회에서 종합 준우승했으며, 2019년과 2022년 세계 선수권 대회에서 계주 종목 금메달을 획득했다.

## 출연 작품
- 2022년 3월 MBC 《황금어장 라디오스타》 (With 곽윤기,박장혁,김동욱)
- 2022년 3월 TVN  《유 퀴즈 온 더 블럭》  (With 곽윤기,황대헌,박장혁,김동욱)